# المرأة في القارة القطبية الجنوبية

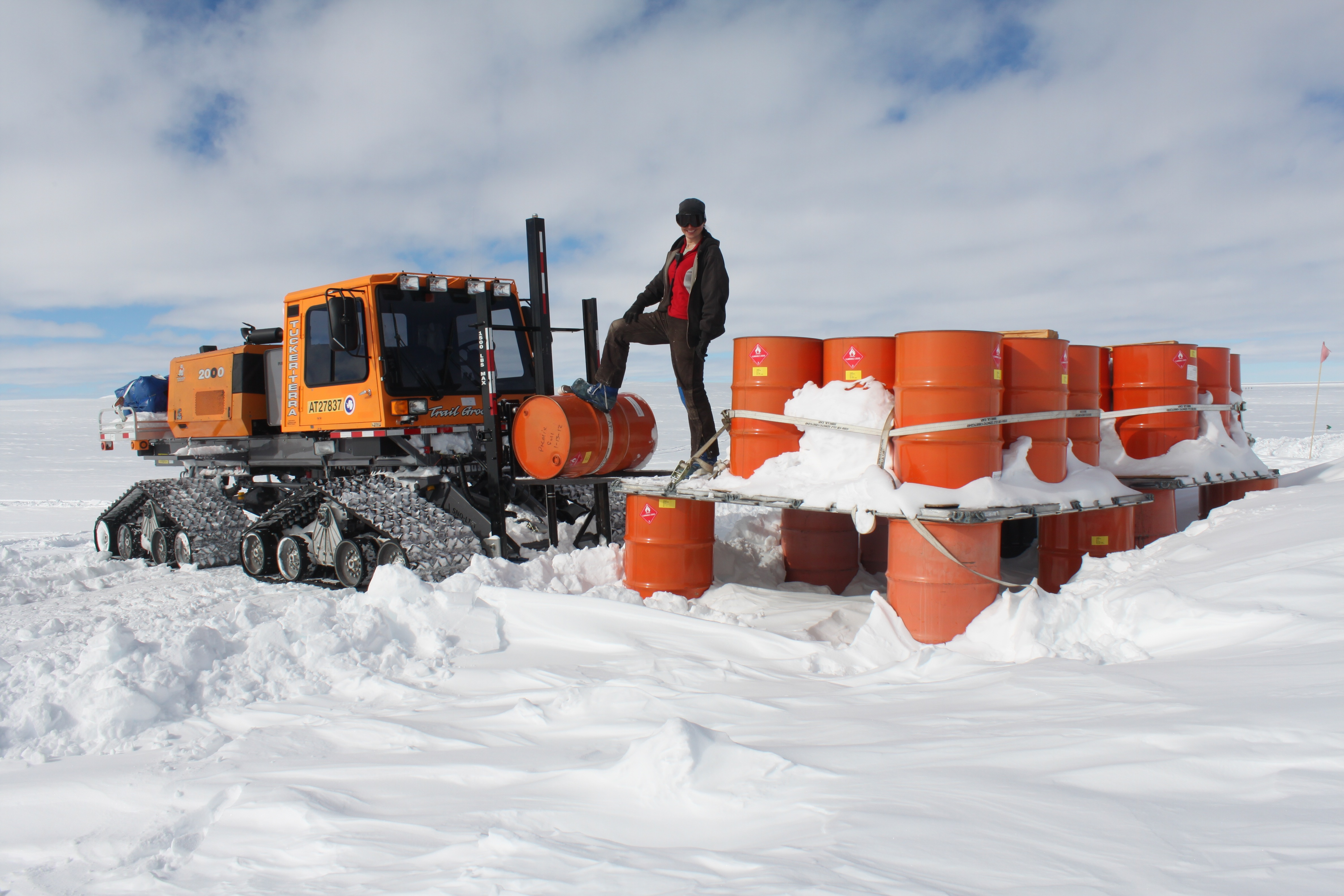
امرأة تعمل في غرب القارة القطبية الجنوبية في 2012.

أقامت نساء في القارة القطبية الجنوبية، واستكشفن المناطق المحيطة بها لعدة قرون، يعتبر مستكشفو الماوري الذين وصلوا إلى مياه القارة القطبية الجنوبية منذ عام 650م النساء مكوناً أساسياً من التراث الشفهي على خريطة القارة القطبية الجنوبية، فأول امرأة وطأت قدماها القارة القطبية الجنوبية وأكثرهن شهرة هي (كارولين ميكلسن) عام 1935، وسمى المستكشفون الأوائل من الذكور مثل (ريتشارد بيرد) مناطق متعددة من القارة القطبية الجنوبية بأسماء زوجات رؤساء الدول، ومع انتقال القارة القطبية الجنوبية من مرحلة الاستكشاف إلى مرحلة البحث العلمي، شاركت النساء في تلك المرحلة، وكانت أولى الدول التي تعمل لديها عالمات في القارة القطبية الجنوبية هي الاتحاد السوفيتي وجنوب إفريقيا والأرجنتين.
وبجانب مرحلة الاستكشاف العلمي وعملهن باحثات، لعبت النساء دورًا بارزًا في جمع التبرعات، والدعاية، والتأريخ، وإدارة المنظمات والهيئات التي تدعم عمليات البحث العلمي والاستكشاف في القارة القطبية الجنوبية، وعملن أيضًا من بُعد عن طريق صياغة سياسات لمكان لم يسبق له مثيل، وكان على النساء اللائي يرغبن في القيام بأدوار أكبر في القارة القطبية الجنوبية وعلى أرضها، التغلب على الافتراضات الجنسانية حول الظروف المناخية الجليدية والإجراءات البيروقراطية الروتينية، ومع بدْء النساء في اقتحام مجل العمل والبحث في القارة القطبية الجنوبية، اصطدموا بصعوبة المنافسة مع الرجال، الذين لديهم دائمًا الفرصة الأفضل لشغل المناصب العلمية هناك، فالنساء المؤهلات للحملات العلمية أو الوظائف في القارة القطبية الجنوبية أقل فرصة للاختيار من الرجال، حتى بعد أن أظهرت دراسات أجرتها (جين موسيلين) عام 1995 على أن النساء يتأقلمن بشكل أفضل من الرجال مع البيئة القطبية الجنوبية.

## المعوقات التاريخية ضد الاندماج
أنشأ الرجال منذ البداية معظم السياسات والممارسات والمنظمات الخاصة بالقارة القطبية الجنوبية، واستُبعدت النساء من الاستكشاف المبكر للقارة بناءً على الافتراض بأن النساء لا يمكنهن التعامل مع الحالات القصوى في درجات الحرارة أو الأزمات. اعتقدت فيفيان فوكس (المسؤولة على المسح البريطاني للقارة القطبية الجنوبية في الستينيات) بأن النساء لا يمكنهن حمل معدات ثقيلة، وأن المنشآت في القارة القطبية الجنوية غير مناسبة للنساء. واعتقدت الولايات المتحدة الأمريكية بأن مناخ القارة القطبية الجنوبية قاسٍ للغاية بالنسبة للنساء.
نظر الرجال إلى القارة القطبية الجنوبية على أنها مكان لإثبات بطولات الرجال، ففي الثقافة الغربية غالبًا ما ترتبط المناطق الحدودية باثبات الرجولة. صوّر العديدُ من المستكشفين الذكور القارةَ القطبية الجنوبية الذكور بأنها «امرأة عذراء» أو «جسد أنثوي وحشي» يغزوه الرجال، وقد شُجعت النساء على إنجاب أطفال في القارة القطبية الجنوبية ليتماشى الوضع مع المسميات المطلقة عليها. استندت الأرجنتين وشيلي إلى تلك الفكرة فنُقلت النساء الحوامل إلى القارة القطبية الجنوبية لتلد هناك، لتطالب الدولتان بمطالب وطنية بتلك القارة، فكانت (سيلفا موريلا دي بالما) أول امرأة تلد في القارة القطبية الجنوبية، حيث ولدت طفلًا (إميليو بالما) بلغ وزنه 3.4كجم (7 رطل 8 أونصات) في قاعدة إسبيرانزا الأرجنتينية في 7 يناير 1978.
يستمتع الرجال هناك بمساحة خالية من النساء شبيهة بفترة أواخر الأربعينيات لعيش المغامرة ومواصلة الرفقة مع الرجال مثل تلك التي تمتعوا بها خلال الحرب العالمية الثانية. في مقال إخباري عن القارة القطبية الجنوبية كتب كاتب عام 1958 يصف حالة الانبهار التي تقدمها القارة التي لا توجد بها نساء (لا تلفت الأنظار عن طريق الشقراوات، بل عن طريق جذب المتتبعين لاستكشاف تلك البقعة المتجمدة). في ثمانينيات القرن الماضي حاول رجال ترك بعض الرسومات المعبرة على سقف (كوخ ويدل) في القارة القطبية الجنوبية، وهو مكان ذو أهمية كبيرة للتراث الوطني الأسترالي، فغُطي سقف الكوخ بحوالي 92 صورة وإشارة جنسية للنساء من السبيعينات وحتى الثمانينيات. مثل هذا الكوخ «النادي الوحيد للذكور» الذي اعتقد المشاركون فيه بأن النساء سوف يفسدن نقاء بيئة العمل والترفيه المثاليين في القارة.
في عام 1983، نشرت صحيفة (سان بيرناردينو كاونتي صن) مقالة عن القارة القطبية الجنوبية بإنها «بيئة مغايرة لمعدلات الذكاء، حيث الرجال فقط، ولا حاجة للنساء»، ويصرح أحد العلماء (ليل ماكغينسن) الذي كان يرتاد القارة القطبية الجنوبية منذ عام 1957: «إن الرجال لا يحتجون أبدًا، بينما النساء يشتكين ويحتجن إلى الراحة». على النقيض شعر بعض الرجال بأن وجود المرأة جعل الحياة في القارة القطبية الجنوبية أفضل، وذكر أحد المهندسين بأن الذكور دون نساء كالخنازير، وذكر عالم الاجتماع (تشارلز موسكوس) أنه كلما أُدخل مزيد من النساء إلى المجموعة، تقل العدوانية، وتزداد الثقافة وتتطور المدنية.
تواجه النساء العديد من المعوقات للعمل في القارة القطبية الجنوبية في مجالات العلوم، فاستخدمت الحجج كالحتمية البيولوجية وعلم النفس التطوري والأفكار الشعبية لعلم الأعصاب كذرائع عن عدم عمل النساء في العلوم هناك، فوصفت هذه الحدود كيف «تكون المرأة غير ملائمة على أسس تطورية للعمل والتنافس العلمي هناك»، ووصفت بعض النساء التي تعمل هناك بشكل من الفكاهة بأن الرجال هم غير القادرين على العمل هناك. غالبًا ما تستكشف القوات البحرية الوطنية الأمريكية وتجري الدراسات العلمية في القارة القطبية الجنوبية رافضين وجود نساء على متن سفنهم؛ بحجة «أن مرافق الصحي هناك بدائية للغاية وغير مناسبة للنساء»، واعتبرت البحرية الأمريكية أن القارة القطبية الجنوبية «حصناً للذكور فقط»، وصرح الأدميرال (جورج دوفيك) عام 1956 بأن «انضمام النساء إلى الفرق الأمريكية في القطب الجنوبي، على جثته». اعتُقد أن وجود المرأة في القارة القطبية الجنوبية من شأنه أن يدمر ويؤثر على أفكار الرجال البطولية، بالإضافة إلى القلق من سوء السلوك الجنسي تجاه الجنسين بعضهما البعض.
عندما بدأ التحاق النساء بالاستكشافات والبحوث العلمية في القطب الجنوبي، كان الأمر بطيئًا، فوصف مقال نشر في صحيفة (ديلي هيرالد) في شيكاغو سنة 1974 النساء اللائي وصلن إلى القارة القطبية الجنوبية بأنهن يعبّرن عن لمسة الأنوثة مع الأرض، ويستطرد المقال في وصف رائحة النساء العطرة، وطرق الترفيه اللائي أضفنها على الحياة هناك بأنها «لذيذة»، ثم ازداد تأثير الباحثات وحضورهن بسرعة هناك.

## انضمام النساء الأوائل إلى القارة القطبية الجنوبية
تشير السجلات الواردة من منطقة أوقيانوسيا إلى أن أولى المستكشفات من السيدات للقارة القطبية الجنوبية كنَّ من فئة «Ui-te-rangiora» عام 650م، بينما الفئة الأخرى كانت «Te Ara-tanga-nuku» عام 1000م، وأن أول امرأة غربية زارت القارة القطبية الجنوبية هي (لويز سيجوين) التي أبحرت مع (إيف جوزيف دي كيرغولين) عام 1773. وفي أوائل القرن العشرين، كانت النساء مهتمات بزيارة القارة القطبية الجنوبية، فعندما أعلن (إرنست شاكلتون) عن رحلته إلى القارة القطبية الجنوبية عام 1914 كتبت إليه ثلاث نساء يطلبن الانضمام إليه، ولكنه رفض ذلك. وفي عام 1916، ذكرت الصحف أن النساء يرغبن زيارة القارة القطبية الجنوبية في تصريح: «رغبت العديد من النساء بالانضمام لرحلات القارة القطبية الجنوبية، ولكن رُفضت طلباتهن». وفي عام 1929 تقدمت 25 امرأة بطلبات إلى بريطانيا وأستراليا وبعثة الأبحاث القطبية النيوزيلندية BANZARE) لزيارة القارة القطبية الجنوبية ولكن رفضت طلباتهنّ أيضًا. وعندما اقترحت بعثة بريطانية إلى القارة القطبية الجنوبية عام 1937، تقدمت 1300 امرأة لهذه البعثة، ولكن رفضن. حتى النساء زوجات المستكشفين شعرن بالوحدة والقلق بعد رحيل أزواجهن بالرغم من أنهن ساعدن أزواجهن عن طريق جمع المال، مثل (كاتلين سكوت).
كانت زوجات المسافرين والمستكشفين الذكور أولى النساء التي تشارك في استكشاف القارة القطبية الجنوبية، ورافقت النساء الرجال بوصفهن «زوجات صيادي الحيتان»، وأول امرأة تشاهد القارة القطبية الجنوبية هي النيرويجية (إنغريد كريستنسن) ورفيقتها (ماتيلد ويجر)، وقد سافرت كلاهما مع زوج كريستنسن، وكانت أول امرأة وصلت لشاطئ القارة القطبية الجنوبية هي (كارولين ميكلسن) في عام 1935 مع زوجها، وذهبت لفترة قصيرة ثم عادت، وفي وقت لاحق توفي زوجها، وتزوجت مرة أخرى لكن دون أن تصرح برحلتها لزوجها الجديد، وعادت (كريستنسن) إلى القارة القطبية الجنوبية ثلاث مرات أخرى، وفي نهاية مطاف رحلاتها زارت جزءاً عميقاً من القارة لتصبح أول امرأة تخطو على الأراضي القطبية، وتلتها ابنتها (أوغوستا صوفي كريستنسن) وسيدتان أخريان هما (ليليمور راشليو) و(سوليفيج يديرو)، ولكن هؤلاء النسوة دائمًا ما كنّ يشعرن بأنهن لسن الأوائل، لأنهن لسن الأوائل من جنسهن فعليًا، وبالتالي لم يشعرن كثيرًا بالإنجاز.
في عامي 1946 و1947 كانت (جاكي رون) و(جيني دارلينجتون) أول سيدتين تقضيان عاماً كاملاً في القارة القطبية الجنوبية، عندما قررتا مرافقة أزواجهن في عام 1946، وقام عندها الرجال بالتوقيع على عريضة لمنع حدوث ذلك ولكن دون جدوى، عملت (رون) مسجلةً للمهمة، وكتبت كل منهما عن تجاربهما في الجليد، وكتبت (دارلينجتون) في كتابها عن كيفية تعارض أعضاء الفريق بين بعضهم البعض، بالإضافة إلى توتر العلاقات بين السيدتين، وكيف أنها كانت تحاول أن تتستر عن أنظار المجموعة كلها قدر الإمكان للتعايش معهم في سلام، فأول رجل رأى (دارلينجتون) عند أول وصول لها للقارة، فر هاربًا خائفًا وظن انه قد جن جنونه، ولكن معظم الناس قللوا من أدوار هذه السيدتين في تلك الرحلة ونسبوا معظم الشرف إلى أزواجهن. وفي عام 1948 شاركت الدبلوماسية البريطانية (مارغريست أنستي) في المسح الجغرافي لجزر فوكلاند، وساعدت في وضع ذلك البرنامج.

## مزيد من الاكتشافات والعلوم

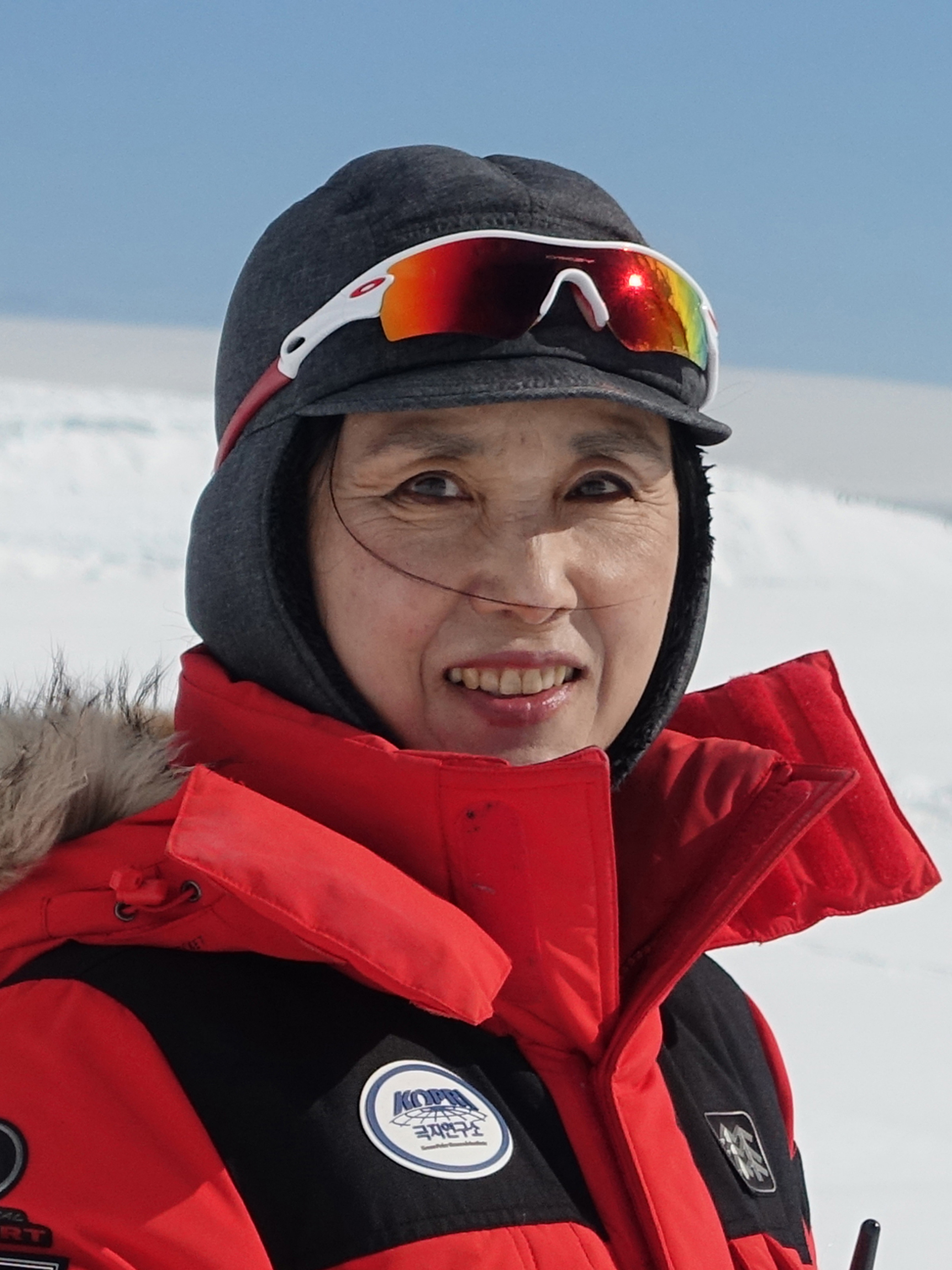
إن يونغ أن في محطة الملك سيجونغ في 2015.

بدأت العالمات النساء البحث العلمي في القارة القطبية الجنوبية من السفن، وكانت أولاهن من الاتحاد السوفيتي العالمة (ماريا ف. كلينوفا) على متن سفينة (أوب ولينا) قبالة سواحل القطب الجنوبي في الفترة من 1955 حتى 1956، وقد ساهمت (كلينوفا) في إنشاء أول أطلس للقارة القطبية الجنوبية، وبعد عام 1963 بدأت النساء خدمتها على متن سفن الاتحاد السوفيتي المتوجهة إلى القارة القطبية الجنوبية. أول سيدتان أمريكيتان تزوران قاعدة أمريكية في القارة القطبية الجنوبية هما (بات هيبورث) و(روث كيلي) وكلتاهما كانتا مضيفتا طيران في رحلة (بان آم) الجوية، وأمضتا أربع ساعات على أرض محطة مكموردو في 15 أكتوبر 1957. في كثير من الأحيان كان على النساء الذاهبات إلى القارة القطبية الجنوبية التصديق عليهن بطرق رسمية وغير رسمية، ومن أُوَل النساء اللائي ذهبن إلى القارة القطبية الجنوبية كانت الجيولوجية (دون رودلي)، التي صدق عليها راعي الحملة (كولن بول). من زوجات أعضاء الفريق الذكور كان من المفترض أن تبدأ (رودلي) رحلتها في عام 1958 م، ولكن البحرية الأمريكية رفضت اصطحابها في تلك الرحلة.
بشكل مفاجئ قررت البحرية الأمريكية إرسال فريق من أربع نساء، فبدأ (كولن بول) بناء فريق يضم أربع سيدات وهن (لويس جونز) و(كاي ليندساي) و(إيلين مكسافيني) و(تيري تيخيل)، وكانت هؤلاء النساء من أُوَل السيدات اللائي يزرن القطب الجنوبي، وعمل الفريق النسائي بقيادة (لويس جونز) في دراسة وادي رايت، ولكن أصدقاء (كولن بول) من الذكور استاءوا من اصطحاب السيدات ووصفوه بالخائن. وفي عام 1969 شكلت الولايات المتحدة أول فريق نسائي بأكمله بقيادة (لويس جونز)، وشمل هذا الفريق أول امرأة تطأ قدماها الجزء الجنوبي من القارة القطبية الجنوبية، وكان تشكيل هذا الفريق حيلة دعائية للبحرية الأمريكية، وأطلقوا على هذا الفريق اسم «المستكشفين».
تعتبر المهندسة (إيرين سي بيدن) أولى النساء التي تطأ قدماها الجزء الجنوبي من ساحل القارة القطبية الجنوبية عام 1970، بالرغم من العوائق العديدة التي واجهتها أثناء عملها في القارة. تصف (بيدين) كيف قيلت أكاذيب حولها عند ذهابها إلى ساحل القارة القطبية الجنوبية، واعتبرها الجميع مشكلة؛ لأنها لما تنشر أعمالها البحثية خلال عام، ما جعلها تتعرض لانتقادات شديدة. وصف الرجال المصاحبون لها أثناء رحلتها -في البحرية الأمريكية- مدى التعب خلال مرافقتها نظرًا لعدم وجود حمامات نسائية مخصصة لها، بالإضافة لعدم وجود أنثى أخرى تصحبها في رحلتها تلك، وبالتالي لن يسمح لها بالرحيل بمفردها. واعتقد الأدميرال المسؤول عن الرحلة بأن (بيدن) كانت تحاول القيام بمغامرة ما، أو العثور على زوج لها بدلًا من إجراء أبحاثها العلمية، ولكن على الرغم من تلك العوائق وعدم تلقيها أي معدات بحثية أثناء مهمتها في القارة القطبية، في النهاية نشرت أبحاثها التي نجحت بشكل كبير.
تعتبر ( ماري أليس ماكويني) أول امرأة تقود محطة أبحاث في القارة القطبية الجنوبية، وهي محطة (مكموردو) عام 1974 وبرفقتها الراهبة عالمة الأحياء (ماري أوديل كاهون)، وحتى عام 1978 كانت النسوة ذوات الجنسية الأمريكية يستخدمن الملابس القطبية الشمالية المعدة للرجال على الرغم من أن المسؤولين صرحوا بأن المشكلة ستعالَج بسرعة. وفي عام 1986 أصبحت ( آن آن بيبلز) أول امرأة أمريكية مديرة لمركز (بيرغ فيلد) في القارة القطبية الجنوبية وهو مركز قيادي خدمي مهم.
واجهت النساء البريطانيات مشاكل مماثلة لقريناتهن الأمريكيات، كان مدير المسح البريطاني للقارة القطبية الجنوبية (بي إيه إس) من 1959 إلى 1973 هو (فيفيان فوكس)، الذي «اعتقد اعتقادا راسخًا أن إشراك النساء سيؤدي إلى تعطيل الانسجام والإنتاج العلمي لمحطات القارة القطبية الجنوبية»، ولكن بدأت العالمات البريطانيات على تنظيم مجموعات بصفتها جزءًا من مشروع المسح البريطاني، ليسمَح لهن بزيارة القارة، ولكن رُفضت المتقدمات منهنّ.
تنص رسالة من موظفي برنامج المسح البريطاني أُريلت إلى امرأة تقدمت بطلب الزيارة في الستينيات «لن تذهبي إلى القارة القطبية الجنوبية، حيث لا توجد متاجر ولا مصففو شعر».
أول امرأة تزور القارة القطبية الجنوبية ضمن برنامج المسح البريطاني هي (جانيت طومسون) سنة 1983، التي وصفت الحظر على النسوة البريطانيات بأنه غير لائق، وحتى عام 1987 ظلت النساء غير قادرات على استخدام القواعد اللوجيستية للملكة المتحدة حتى أنهن لم يستطعن زيارة محطة أبحاث (هالي) حتى عام 1996 أي بعد أربعين عام من إنشائها.
أرسلت الأرجنتين أربع عالمات، هنّ: عالمة الأحياء (إيرين بيرناسكوني)، وعالمة البكتريا (ماريا أديلا كاريا)، وعالمة الأحياء (إيلينا مارتينيز فونتيس)، وخبيرة الطحالب (كارمن بوجالس)، إلى القارة القطبية الجنوبية عام 1969، وفي وقت لاحق من عام 1978 أرسلت الأرجنتين امرأة حامل وهي (سلفيا موريلو دي بالما)، إلى قاعدة (إسبرانزا) لتلد هناك، واستخدموا الطفل المولود لإعلان مشاركتهم الإقليمية في ذلك الجزء الجغرافي.
بمجرد أن فتحت أستراليا السفر إلى القارة القطبية الجنوبية أمام النساء، أرّخت (إليزابيث تيشبمان) -التي كانت تعمل طابعةً في محطة (كاسي) في عام 1976- جميع الرحلات النسائية إلى هناك حتى عام 1984، وعملت (تشيبمان) على العثور على أسماء جميع النساء اللائي سبق لهن الوصول إلى هناك فعليًا أو حتى بالقرب من القارة القطبية الجنوبية، وفي النهاية تبرعت بأوراق بحثها لمكتبة أستراليا الوطنية.

## زيادة نفوذ المرأة
في عام 1978 بدأت المؤسسة الوطنية للعلوم التخطيط بعيد المدى لإنشاء منشآت يمكن أن تستوعب زحفاً سكانياً على القارة، تشكل النساء 25% منهم، وفي الفترة 1979 – 1980 كان هناك 43 امرأة على أرض القارة، وبحلول عام 1981 كان هناك امرأة واحدة مقابل عشرة رجال، وفي عام 1983 كانت النسبة امرأة لكل عشرين رجل، وفي ثمانينيات القرن الماضي انتشرت أبحاث (سوزان سليمان) حول طبقة الأوزون على أرض القارة إلى اكتسابها شهرة وتحية كبيرة في العالم. في عام 1984 ساعدت الإسبانية (جوزيفينا كاستفيلي) بلادها في إعداد رحلة إلى القارة واشتركت بها، وبعد بناء قاعدة إسبانية هناك عام 1988، تولى قيادتها (كاستفيلي) وذلك بعد إصابة رئيسها السابق (أنطونيو باليستير) بجلطة دماغية.
أول رئيسة لمحطة في القارة القطبية الجنوبية هي الأسترالية (ديانا باترسون) وذلك في محطة (موسون) سنة 1989، وأول فريق نسائي لتخطي فصل الشتاء من ألمانيا وذلك في عامي 1990-1991 في محطة (جورج فون نيوماير)، وذلك تحت قيادة الطبيبة الألمانية (مونيكا بوسكيبيليت). وفي عام 1991، تعد الكورية الجنوبية ( أن يونج هان) أول رئيسة لمحطة أبحاث آسيوية (محطة كانج سي جونج)، وهي أول امرأة كورية جنوبية تزور القارة القطبية الجنوبية.
بحلول عامي 1990-1991 كان هناك ما يقرب 180 امرأة في القارة القطبية الجنوبية، وكانت هذه النساء من عدة بلدان مختلفة، وتلك البلدان في أعضاء بانتظام في فريق العمل الشتوي عام 1992. وصلت أول حملة استكشافية كل أعضاءها من النساء إلى القارة القطبية الجنوبية عام 1993، وشهدت (ديانا باترسون) تغييرا ملحوظا يحدث منذ عام 1995، إذ تراجعت التمييزات الجنسية التي كانت تمارس في الماضي، فلم يعد هناك حكم على النساء لمجرد كونهن نساء، ولكن الحكم أصبح على عملهن وإنتاجهن.
درست عالمة الاجتماع (روبن بيرنز) الهيكل الاجتماعي للقارة القطبية الجنوبية خلال 1995-1996 منذ عام 1995، إذ أصبح هناك قبول أكبر للنساء في القارة القطبية الجنوبية بالرغم من نضال النساء المبكر في الماضي، وبحلول منتصف التسعينيات أيضًا شعرت واحدة من مديري المحطات وهي (آن بيبولز) أنه قد وُصل إلى نقطة أن النساء أكثر تطبيعًا مع القارة من الرجال، ولكن بالرغم من كل ذلك ظل هناك رجال يصرحون علانية برأيهم «أن النساء لا يجب أن يكن على الجليد هنا»، ولكن الرجال الآخرون لم يجدوا أي مشكلة في وجود النساء وكونوا معهن علاقات صداقة وزمالة. وبدأ يتسلل شعور لدى النساء بأن ذهابهن إلى القارة القطبية الجنوبية هو أمر مفروغ منه منذ الماضي.
أظهرت الدراسات التي أجريت في أوائل عام 2000 أن وجود النساء في مجتمع القارة القطبية الجنوبية مفيدًا بشكل عام، ففي أوائل العقد الأول من القرن العشرين، وجدت (روبن بيرنز) أن العالمات اللائي استمتعن بتجربتهن في القارة القطبية الجنوبية كن هن القادرات على الانتهاء من أعمالهن العلمية، والانتهاء من المشاريع الخاصة بهن.

## التاريخ الحديث والمعاصر
في عام 2005 وصف الكاتب (جريتشن ليجلر) وجود عدد كبير من النساء في القارة القطبية الجنوبية، وأضاف بأن بعضهن مثليات الجنس. شهد اليوم العالمي للمرأة عام 2012 وجود أكثر من خمسين امرأة في القارة القطبية الجنوبية يحتفلن، وأنهن يشكلن 70% من الحملة الدولية للقارة القطبية الجنوبية، وفي عام 2013 فتحت هولندا أول مختبر في القارة القطبية الجنوبية، وكانت العالمة (كورينا بروسارد) مشاركة في تأسيسه.
«هومورد باوند Homeward Bound» هو برنامج مدته عشر سنوات، مصمم لتشجيع مشاركة المرأة في البعثة العلمية النسائية الكبيرة (78 عضو) المرسَلة إلى القارة القطبية الجنوبية عام 2016، تتألف المجموعة الأولى من البعثة من 76 امرأة وصلن هناك لمدة 3 أسابيع في ديسمبر 2016، وأسست (فابيان داتنر) و(جيس ميلبورن) المشروع بتمويل من (داتنر جرانت)، وساهم كل مشارك بمبلغ 15000 دولار للمشروع، ويشمل المشروع سيدات أعمال وعلماء مهتمين بالتغيرات المناخية، والقيادة النسائية في شتى المجالات، وتتمثل الخطة في إنشاء شبكة تضم 1000 امرأة يصبحن رائدات للمجالات العلمية في المستقبل، وغادرت أول رحلة أمريكا الجنوبية في ديسمبر 2016.
وفي عام 2015 بدأ فريق من مجندات بجيش المملكة المتحدة يُطلق عليه اسم «Exercise Ice Maiden» في تجنيد أعضاء لمحاولة عبور القارة تحت رعايتهم الخاصة عام 2017، وإذا نجحت تلك الفكرة فستكون أول مجموعة عسكرية من النساء تقوم بذلك الفعل، ويعني شعار تلك المجموعة «دراسة مدى تحمل الإناث للظروف القاسية».
في الوقت الحالي تشكل النساء 55% من عضوية علماء الحياة القطبية المبكرة « إيه بي إي سي إس APECS»، وفي عام 2016 كان ما يقرب من ثلث الباحثين في القارة القطبية الجنوبية من النساء، ويبذل البرنامج الأسترالي لدراسة القطب الجنوبي (إيه إيه بي) (AAP) جهدًا وفيرًا لتجنيد النساء في تلك الرحلات.
على شبكات التواصل الاجتماعي أُنشئت منصة بعنوان «نساء في العلوم القطبية»، تهدف إلى ربط النساء العاملات في علوم القطب الشمالي والقطب الجنوبي، وتزويدهن بفرصة تبادل المعرفة والخبرات والفرص. 

## التحرش والتمييز الجنسي
عندما زارت فنية المعدات الثقيلة (جوليا أوبرواجا) القارة القطبية الجنوبية لأول مرة في أواخر سبيعينات القرن الماضي، ذكرت بأن «الرجال يحدقون بها، أو يصرخون عليها، ويخبرونها بأنها غير مرحب بها». وصرحت أيضًا (ريتا ماثيوز) التي زارت القارة القطبية الجنوبية في نفس فترة (أوبرواجا) بأن «الرجال كانوا في كل مكان، وبعضهم لم يتوقف عن ملاحقتي»، وفي عام 1983 وصفت (مارلين وودي) الحياة في محطة (مكموردو) «كان رأسي يدور، فهناك اهتمام كبير من كل هؤلاء الرجال، حتى وإن أخفيت وجهي فسيظلون يلاحقونني».
عالمة أخرى وهي (سينيثا مكفي) التي أُبعدت عن أي علاقات حميمية في موقعها، وكان عليها التعامل مع الشعور بالوحدة لفترات زمنية طويلة. (مارثا كين) المرأة الثانية التي تغلبت على الشتاء في القطب الجنوبي تعرضت لضغط سلبي من قبل الرجال الذين ظنوا بأنها دخيلة عليهم، وأن هذا المجال للذكور فقط. في التسعينيات، عانت النساء من فعل مشين في القارة القطبية الجنوبية، حين صُنفت هؤلاء النساء على أنهن «عاهرات» لتفاعلهن مع الرجال، وأولئك اللائي لم يتفاعلن مع الرجال أطلق عليهم اسم «السدود».
في أواخر التسعينيات وأوائل الألفية الثانية، شعرت النساء أن العمل في القطب الجنوبي غير ملائم لمشاعر الأمومة واحتياجاتها، وهناك قلق عميق خشية أن تلد امرأة حامل هناك. 
ما تزال المضايقات الجنسية تمثل مشكلة بالنسبة للنساء العاملات في القارة القطبية الجنوبية، مع إيضاح العديد من العلماء رغبتهم الجنسية مرارًا وتكررًا رغم رفض النساء تلك العروض. فاق عدد النساء عددَ الرجال في العديد من المهن في القارة القطبية الجنوبية.
وضعت بعض المنظمات مثل (الشعبة الأسترالية للقارة القطبية الجنوبية) العديد من السياسات لمكافحة التحرش والتمييز الجنسي، ويشجع برنامج الولايات المتحدة لدراسة القارة القطبية الجنوبية (يو إس إيه بي) (USAP) النساء والأقليات على التقديم من خلاله.

## نساء حطمن الأرقام القياسية
في عام 1988 وصلت الأمريكية (ليزا دينسمور) إلى قمة جبل فينسون، وفي عام 1993 قادت (أن بانكروفت) أول رحلة استكشافية لجميع النساء للقطب الجنوب، وكانت (بانكروفت) والنرويجية (ليف أرنسين) أول سيدتان يتزلجان على الجليد عبر القارة القطبية الجنوبية عام 2001.
عامت (لين كوكس) ميلًا واحدًا في مياه القطب الجنوبي عام 2003، وأصبحت (ماريا لييرستام) أول شخص يتجول في القطب الجنوبي باستخدام دراجة ثلاثية العجلات عام 2013.

## الأوسمة والجوائز
حصلت (إليانور هونيويل) على ميدالية فوكس عام 1975 من هيئة المسح البريطاني للقارة القطبية الجنوبية، وأول امرأة تحصل على ميدالية قطبية هي (فيرجينا فينيس) عام 1986، وقد كُرّمت لكونها أول امرأه تقضي الشتاء في المنطقتين القطبيتين